# Magi (film)
Magi este un film de groază turcesc din 2016, scris și regizat de Hasan Karacadağ, cu Lucie Pohl, Michael Madsen, Stephen Baldwin și Brianne Davis în rolurile principale.
Filmul a fost lansat în cinematografele din Turcia la 29 aprilie 2016.

## Rezumat
Acum câțiva ani, Marla Watkins s-a mutat la Istanbul. În prezent, ea predă limba engleză la o școală locală de limbi străine. Sora ei, Olivia, este o jurnalistă stabilită în New York. Când află că Marla este însărcinată, Olivia se duce în Turcia pentru a-și vizita sora. 
Marla locuiește într-un cartier elegant. Ea a fost căsătorită anterior cu un artist iranian, dar cei doi au pus recent capăt relației. Marla a decis să păstreze copilul și, de atunci, încep să se întâmple lucruri sinistre.

## Distribuție
- Michael Madsen – Lawrence Irlam
- Stephen Baldwin – Burga [4]
- Brianne Davis⁠(d) – Marla Watkins
- Dragan Micanovic⁠(d) – Deyran [4]
- Lucie Pohl⁠(d) – Olivia Watkins
- Emine Meyrem – Suzan
- Kenan Ece⁠(d) – Emir [5]